# Огублений голосний переднього ряду високосереднього підняття
Огублений голосний переднього ряду високо-середнього піднесення (англ. Close-mid front rounded vowel) — один з голосних звуків, десятий з основних голосних звуків.
Інколи називається огубленим переднім високо-середнім голосним.
- У Міжнародному фонетичному алфавіті позначається як [ø].
- У Розширеному фонетичному алфавіті SAM позначається як [2].

## Приклади
- Німецька мова: schön [ʃøːn] (гарний).
- Казахська мова: өсиет [øsijɛt] (заповіт)